# Agave grisea
Agave grisea är en sparrisväxtart som beskrevs av William Trelease. Agave grisea ingår i släktet Agave och familjen sparrisväxter. Inga underarter finns listade i Catalogue of Life.